# Hugh Laurie
Hugh Laurie, született James Hugh Calum Laurie (Oxford, Anglia, 1959. június 11. –) háromszoros  Golden Globe-díjas angol színész, humorista, író és zenész. Legismertebb szerepe Dr. Gregory House a Doktor House című televíziós sorozatban. A Brit Birodalom Rendjének birtokosa (OBE).

## Élete
Laurie Oxfordban nőtt fel. Apja, Ran Laurie doktor volt, egy Cambridge-diplomás körzeti orvos és olimpiai bajnok evezős. Anyja, Patricia, háztartásbeli anyuka volt, aki minden idejét annak szentelte, hogy felnevelje négy gyermekét. Hugh előbb a Dragon Schoolban tanult, ami egy híres előkészítő iskola Oxfordban, majd Anglia egyik legelismertebb magániskolájába, az Eton College-ba került. Miután leérettségizett, a Cambridge-i Egyetemen tanult tovább, ahol antropológia és archeológia szakpáron végzett. Saját bevallása szerint azért ment oda, hogy kedvenc sportjának, az evezésnek hódoljon. Itt csatlakozott a Cambridge Footlights nevű egyetemi színésztársulathoz, ami már több brit színésznek jelentett ugródeszkát a hírnév felé. 1980-ban Edinburgh-ban, a Fringe Fesztiválon ismerkedett meg Stephen Fryjal, akivel később (1986-1995) a BBC-nél az Egy kis Fry & Laurie komédiasorozatban sikeres párt alkotott. Ennek a sorozatnak 26 részében Laurie forgatókönyvíróként is közreműködött.
Hugh Laurie-t elsősorban komédiasorozatokban vállalt szerepei (például a Fekete Vipera, Majd a komornyik) tették ismertté. Emellett játékfilmekben is játszott, köztük komédiákban: Szilveszteri durranások (1992), 101 kiskutya (1996), Papás-mamás (2000), valamint a Stuart Little, kisegér (1999), amely egy gyerekkönyv megfilmesítéséből született.
A Doktor House amerikai kórházsorozatban is láthattuk. A címszereplő megformálásáért 2005-ben Emmy-díjra jelölték, 2006-ban és 2007-ben Golden Globe-díjat nyert. A filmezés mellett több hangszeren zenél is, és 2006 vége óta a Band from TV nevű, színészekből álló zenekarban játszik, zongorán. A YouTube-on több négykezes felvétele hallható, amelyet Jools Hollanddal játszott.
1989 óta él feleségével, Jo Greennel. Házasságukból három gyerek született, Bill, Charlie és Rebecca. A legfiatalabb és egyedüli lány közülük, Rebecca már filmszerepet is kapott a 2001-ben készült Wit című filmben.

## Filmográfia

### Film
| Év   | Magyar cím                                                    | Eredeti cím                               | Szerep                           | Magyar hang          |
| ---- | ------------------------------------------------------------- | ----------------------------------------- | -------------------------------- | -------------------- |
| 1985 | Bőség                                                         | Plenty                                    | Michael                          |                      |
| 1989 |                                                               | Strapless                                 | Colin                            |                      |
| 1992 | Szilveszteri durranások                                       | Peter's Friends                           | Roger Charleston                 | Rosta Sándor         |
| 1994 |                                                               | A Pin for the Butterfly                   | nagybácsi                        |                      |
| 1995 | Értelem és érzelem                                            | Sense and Sensibility                     | Mr. Palmer                       | Németh Gábor         |
| 1996 | 101 kiskutya                                                  | 101 Dalmatians                            | Jasper                           | Dörner György        |
| 1997 |                                                               | The Ugly Duckling                         | Tarquin (hangja)                 |                      |
| 1997 | Csenő manók                                                   | The Borrowers                             | Oliver Steady rendőrtiszt        | Csík Csaba Krisztián |
| 1997 | Csenő manók                                                   | The Borrowers                             | Oliver Steady rendőrtiszt        | Galambos Péter       |
| 1997 | Spice World                                                   | Spice World                               | Poirot                           |                      |
| 1998 | A vasálarcos                                                  | The Man in the Iron Mask                  | Pierre                           | Orosz István         |
| 1998 | Betti néni                                                    | Cousin Bette                              | Hector Hulot báró                | Helyey László        |
| 1999 | Fekete Vipera: Oda-vissza                                     | Blackadder: Back & Forth                  | György                           |                      |
| 1999 |                                                               | Carnivale                                 | Cenzo (hangja)                   |                      |
| 1999 | Stuart Little, kisegér                                        | Stuart Little                             | Mr. Frederick Little             | Rosta Sándor         |
| 1999 | Papás-mamás                                                   | Maybe Baby                                | Sam Bell                         | Pusztaszeri Kornél   |
| 2001 | A riói lány                                                   | Girl from Rio                             | Raymond Woods                    | Pusztaszeri Kornél   |
| 2002 | Stuart Little, kisegér 2.                                     | Stuart Little 2                           | Mr. Frederick Little             | Rosta Sándor         |
| 2004 | A Főnix útja                                                  | Flight of the Phoenix                     | Ian                              | Bognár Zsolt         |
| 2005 | Vad galamb                                                    | Valiant                                   | McChip szárnyparancsnok (hangja) | Reviczky Gábor       |
| 2005 | Stuart Little, kisegér 3. – A vadon hívása                    | Stuart Little 3: Call of the Wild         | Mr. Frederick Little (hangja)    | Rosta Sándor         |
| 2005 |                                                               | The Big Empty (rövidfilm)                 | doktor                           |                      |
| 2008 | Az utca királyai                                              | Street Kings                              | James Biggs százados             | Kőszegi Ákos         |
| 2009 | Szörnyek az űrlények ellen                                    | Monsters vs. Aliens                       | Dr. Csótány (hangja)             | Kulka János          |
| 2009 | Szörnyek az űrlények ellen: B.O.B. Bombajó Bulija (rövidfilm) | B.O.B's Big Break                         | Dr. Csótány (hangja)             |                      |
| 2011 | Hopp                                                          | Hop                                       | húsvéti nyuszi apja (hangja)     | Kulka János          |
| 2011 | Csípem a családod                                             | The Oranges                               | David Walling                    | Kulka János          |
| 2011 | Karácsony Artúr                                               | Arthur Christmas                          | Steve (hangja)                   | Epres Attila         |
| 2012 | Mr. Pip                                                       | Mister                                    | Mr. Watts                        | Kulka János          |
| 2015 | Holnapolisz                                                   | Tomorrowland                              | David Nix                        | Dörner György        |
| 2018 | Holmes és Watson                                              | Holmes and Watson                         | Mycroft Holmes                   | Máté Gábor           |
| 2019 | David Copperfield rendkívüli élete                            | The Personal History of David Copperfield | Mr. Dick                         |                      |
| 2022 | Fantasztikus Maurícius                                        | The Amazing Maurice                       | Maurice (hangja)                 | Fekete Ernő          |

### Televízió
| Év        | Magyar cím                                           | Eredeti cím                                           | Szerep                                 | Megjegyzések |
| --------- | ---------------------------------------------------- | ----------------------------------------------------- | -------------------------------------- | --- |
| 1993–1995 |                                                      | The Legends of Treasure Island                        | Squire Trelawney (hangja)              | 26 epizód |
| 2000      | Lackó, a malackó                                     | Preston Pig                                           | Ordas (hangja)                         | - 1 epizód - magyar hangja:[forrás?] - Csuja Imre                                                                                          |
| 2001      | Judy Garland: Én és az árnyékaim                     | Life with Judy Garland: Me and My Shadows             | Vincente Minnelli                      | - minisorozat - magyar hangja: - Kőszegi Ákos                                                                                              |
| 2001      | A második csillag balra                              | Second Star to the Left: A Christmas Tale             | Archie (hangja)                        | rövidfilm |
| 2001      |                                                      | Discovering the Real World of Harry Potter            | narrátor (hangja)                      | tévéfilm |
| 2001–2009 | Family Guy                                           | Family Guy                                            | bárvendég / Dr. Gregory House (hangja) | 2 epizód magyar hangja: Kulka János |
| 2003      | Stuart Little, kisegér                               | Stuart Little: The Animated Series                    | Mr. Frederick Little                   | - 6 epizód - magyar hangja:[forrás?] - Schnell Ádám                                                                                        |
| 2003      |                                                      | The Young Visiters                                    | Lord Bernard Clark                     | tévéfilm |
| 2004–2012 | Doktor House                                         | House, M.D.                                           | Dr. Gregory House                      | *főszereplő - rendező (2 epizód) - magyar hangja: - Szakácsi Sándor (1x01-2x12) - Kulka János (2x12-) - Fekete Ernő (Skyshowtime szinkron) |
| 2006–2008 | Saturday Night Live                                  | Saturday Night Live                                   | önmaga / házigazda                     | 2 epizód |
| 2009      | Szörnyek az űrlények ellen: A mutáns tökök inváziója | Monsters vs. Aliens: Mutant Pumpkins from Outer Space | Dr. Csótány (hangja)                   | rövidfilm |
| 2010      | A Simpson család                                     | The Simpsons                                          | Roger (hangja)                         | 1 epizód |
| 2015–2019 | Az alelnök                                           | Veep                                                  | Tom James szenátor                     | 20 epizód |
| 2016      | Éjszakai szolgálat                                   | The Night Manager                                     | Richard Onslow Roper                   | - 6 epizód - magyar hangja: - Kulka János                                                                                                  |
| 2016–2017 | Dr. Chance                                           | Chance                                                | Dr. Eldon Chance                       | - főszereplő (20 epizód) - magyar hangja: - Schnell Ádám                                                                                   |
| 2019      | A 22-es csapdája                                     | Catch-22                                              | Coverley őrnagy                        | - minisorozat (3 epizód) - magyar hangja: - Csere László                                                                                   |
| 2020      | Roadkill                                             | Roadkill                                              | Peter Laurence                         | - minisorozat (4 epizód) - magyar hangja: - Máté Gábor                                                                                     |
| 2020–2022 | Avenue 5                                             | Avenue 5                                              | Ryan Clark                             | - főszereplő - magyar hangja: - Kőszegi Ákos                                                                                               |
| 2022      | Miért nem szóltak Evansnek?                          | Why Didn't They Ask Evans?                            | Dr. James Nicholson                    | - minisorozat (főszereplő) - rendező és író                                                                                                |
| 2023      | A láthatatlan fény                                   | All the Light We Cannot See                           | Etienne LeBlanc                        | minisorozat (4 epizód) |
| 2024      | Teherán                                              | Tehran                                                | Eric Peterson                          | főszereplő (3. évad) |

## Bibliográfia
| Magyar cím | Eredeti cím    | Eredeti megjelenés | Magyarországi megjelenés |
| ---------- | -------------- | ------------------ | ------------------------ |
| A balek    | The Gun Seller | 1996               | 2007                     |

## Magyarul megjelent művei
- A balek; ford. Ördögh Bálint; Kelly, Bp., 2007
- Stephen Fry–Hugh Laurieː Egy kis Fry és Laurie; ford. Kövesdi Miklós; Jaffa, Bp., 2013

## Diszkográfia

### Albumok
2010. július 26-án bejelentették, hogy Laurie egy blues albumot ad ki, melyre a Warner Bros. kiadóval kötött szerződést. A Let Them Talk című album 2011 áprilisában jelent meg.
- 1998: Saturday live, Vol.1
- 2010: Jerome: Three M...
- 2011: Let them Talk
- 2013: I Did't It Rain

### Kislemezek
- You Don't Know My Mind (2011)
- Winin' Boy Blues (2011)
- Wild Honey (2013)

## Díjak, jelölések
| Díjak                        | Eredmény | Évszám |
| ---------------------------- | -------- | ------ |
| Golden Globe                 | Nyertes  | 2017   |
| Golden Globe                 | Jelölés  | 2008   |
| Emmy Awards                  | Jelölés  | 2007   |
| Golden Globe                 | Nyertes  | 2007   |
| Screen Actors Guild          | Nyertes  | 2007   |
| Golden Globe                 | Nyertes  | 2006   |
| Screen Actors Guild          | Jelölés  | 2006   |
| Teen Choice Awards           | Jelölés  | 2006   |
| Television Critics Associati | Nyertes  | 2006   |
| Satellite Awards             | Nyertes  | 2006   |
| Television Critics Associati | Nyertes  | 2005   |
| Satellite Awards             | Nyertes  | 2005   |
| Emmy Awards                  | Jelölés  | 2005   |
| Young Artist Awards          | Jelölés  | 1999   |